# Hexatoma mansueta
Hexatoma mansueta är en tvåvingeart som först beskrevs av Osten Sacken 1882.  Hexatoma mansueta ingår i släktet Hexatoma och familjen småharkrankar. Inga underarter finns listade i Catalogue of Life.